# 조지 메러디스

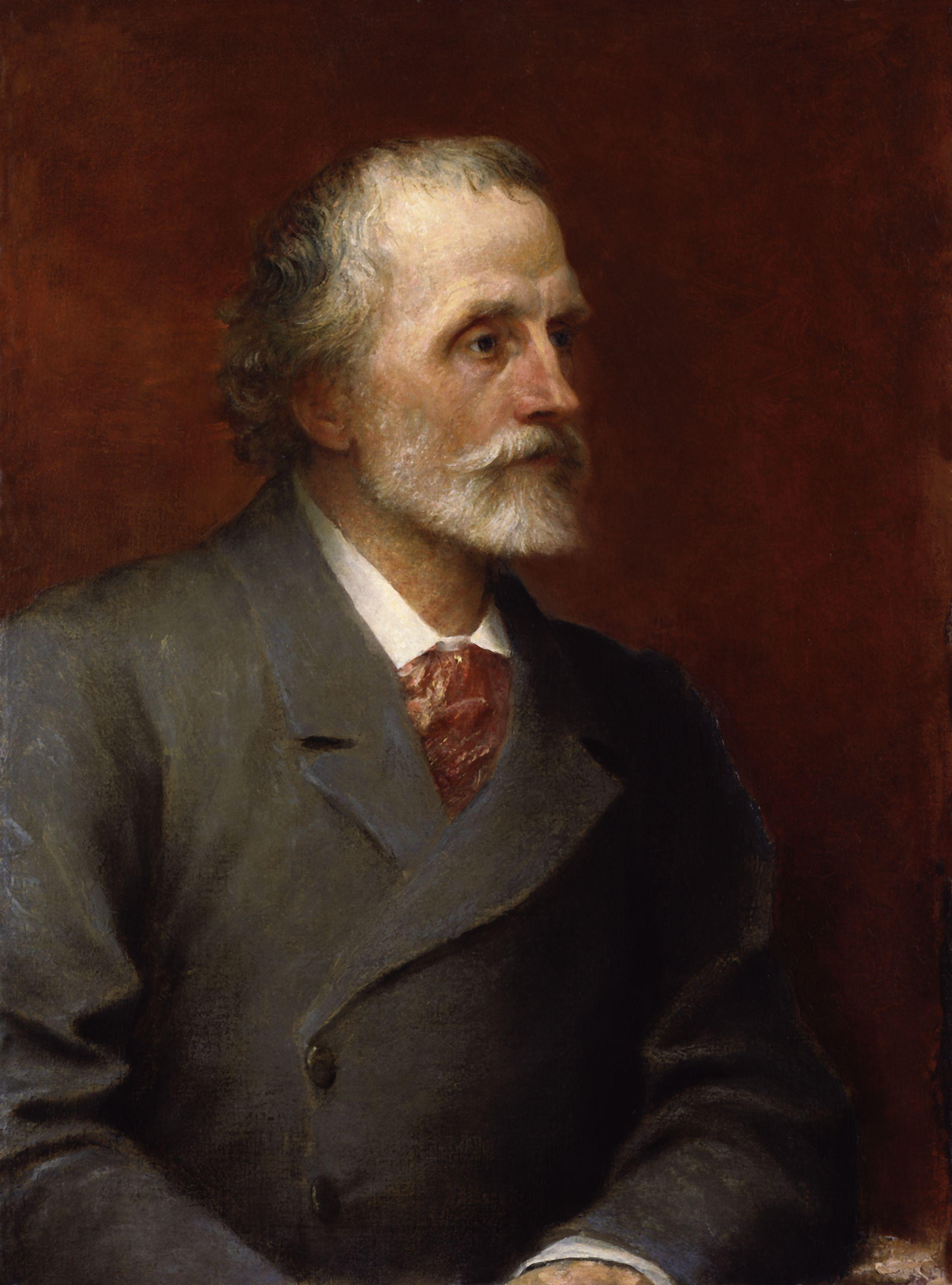
조지 프레더릭 와츠가 그린 초상화

조지 메러디스(George Meredith, OM, 1828년 2월 12일 ~ 1909년 5월 18일)는 영국의 소설가 · 시인이다.
조부와 부친은 포츠머스의 재단사였으며 이 일이 자존심이 강한 메레디스에게 열등감을 주었다. 14세로 독일에 유학하여 자연주의 사상을 배웠다. 2년 후 귀국하여 변호사 사무소에 들어갔으나 얼마 뒤 저널리스트로 전향한다.
1859년, 소설 《리처드 페버럴의 시련》을 출판하였다. 부자(父子)의 대립을 주제로 한 작품으로, 발표 당시는 평이 좋지 못하였으나 이후 걸작의 하나로 꼽히고 있다. 대표작 《에고이스트》 외에 많은 작품을 써 만년에는 영국 문단의 지도적 존재가 되었다.
그의 작품은 용어가 난해한 것으로 평가받지만, 《희극론》(1877)이 그의 창작태도를 아는 데 도움이 된다.

## 서훈
- 1905년 오더 오브 메리트(Order of Merit; OM)[1]

## 참고 문헌